# Обичам неприятностите
„Обичам неприятностите“ (на английски: I Love Trouble) е американска романтична комедия и криминален филм от 1994 г. на режисьора Чарлз Шайър, който е съсценарист със бившата си съпруга Нанси Майърс, която е продуцент във филма. Във филма участват Джулия Робъртс и Ник Нолти. Премиерата на филма е на 29 юни 1994 г. от „Тъчстоун Пикчърс“.